# Hrvatska udruga producenata
Hrvatska udruga producenata, hrvatska strukovna udruga koja okuplja filmske producente. Sjedište je u Novoj Vesi 18, Zagreb. Osnovana je 2003. godine. U svojem članstvu ima 67 članova koji su filmski profesionalci i diplomirani producenti s Akademije dramske umjetnosti. U radu surađuju s inim strukovnim udrugama i institucijama vezanim uz filmsku proizvodnju. Osnovni cilj udruge je sustavno podizati razinu proizvodnje audiovizualnih djela te hrvatskog filma i filmske struke općenito. U ostale ciljeve spada zaštita filmske profesije u cjelini, reguliranje profesionalnih standarda na području producentskog djelovanja, skrb o kakvoći djela, zaštita prava proizvođača djela te podizanje javne svijesti o važnosti filma i ostalih audiovizualnih djela kao bitnog segmenta hrvatske nacionalne kulture. Teže članovima osigurati pravnu, moralnu i operativnu zaštitu u proizvodnji filma i ostalih audiovizualnih djela.

## Vanjske poveznice
- Službena stranica  Arhivirana inačica izvorne stranice od 3. ožujka 2020. (Wayback Machine)